# ロッテルダム港
ロッテルダム港（オランダ語 Haven van Rotterdam ハーフェン・ファン・ロッテルダム）は、オランダ・ロッテルダムにある港湾で、ヨーロッパ最大の港であり（アジアを除けば世界最大）、コンテナ取扱量は世界第11位（2020年）である。ライン川が北海に注ぐ直前に位置し、外洋と河川の結節点として発展した。世界最大の石油化学工業地帯でもあり、石油メジャー各社のコンビナートが林立している。1960年代に建設されたユーロポート（ウーロポールト）の名は特に有名で、俗にロッテルダム港全体を指して「ユーロポート」と呼ぶことがある。

## 歴史

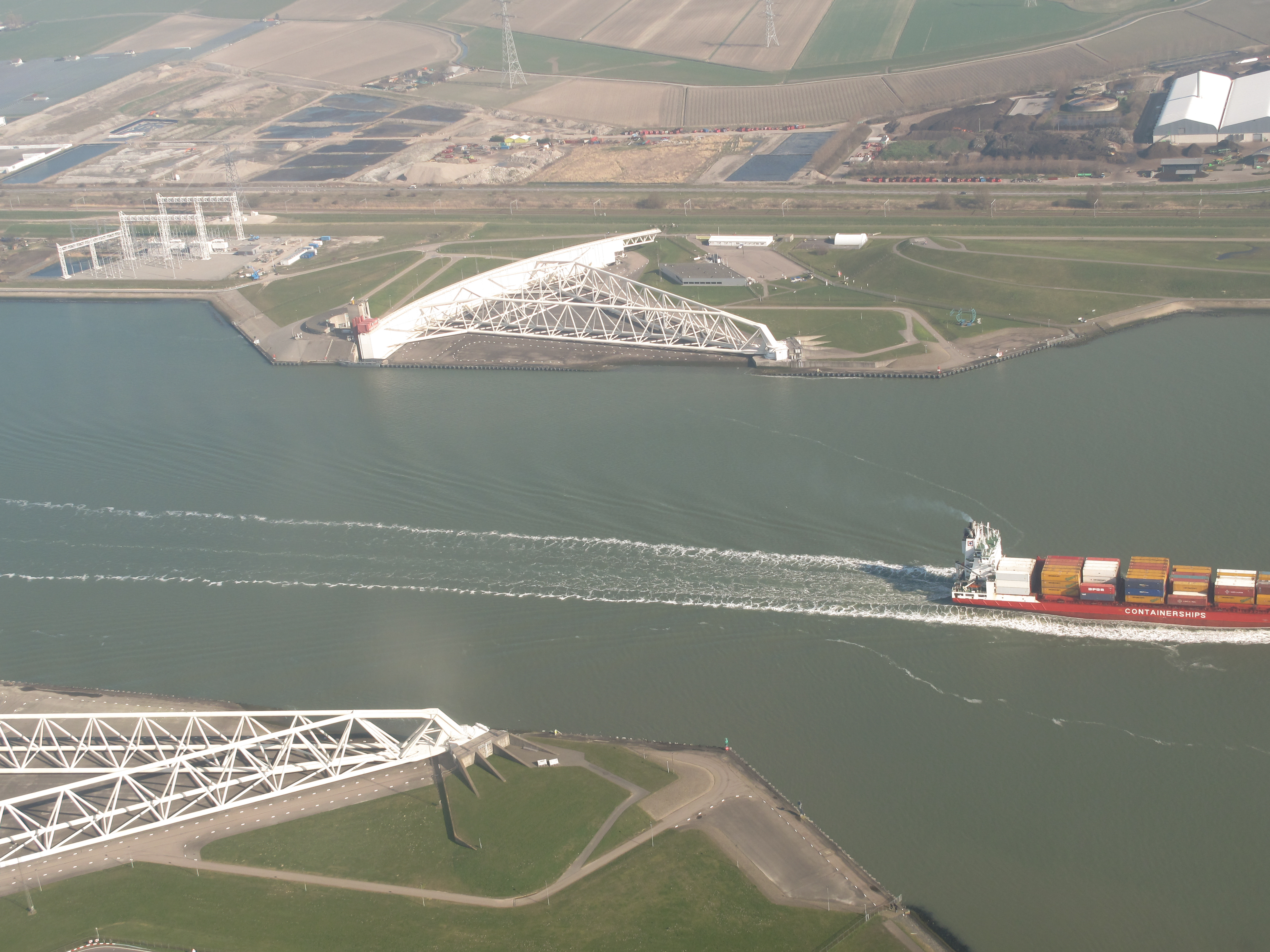
ロッテルダム港入口にあるメスラントケリンク

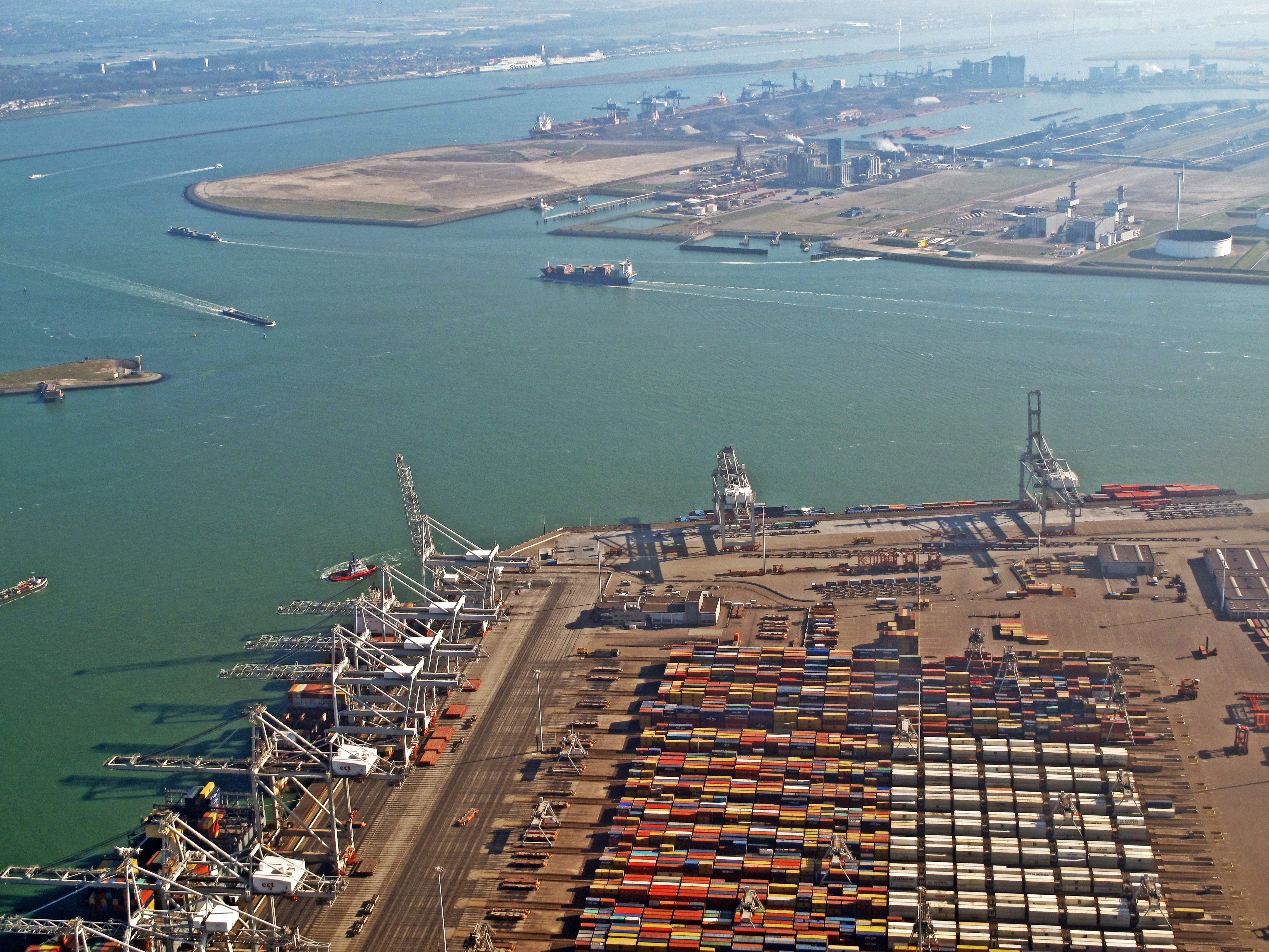
マースフラクテ地区にあるコンテナターミナル

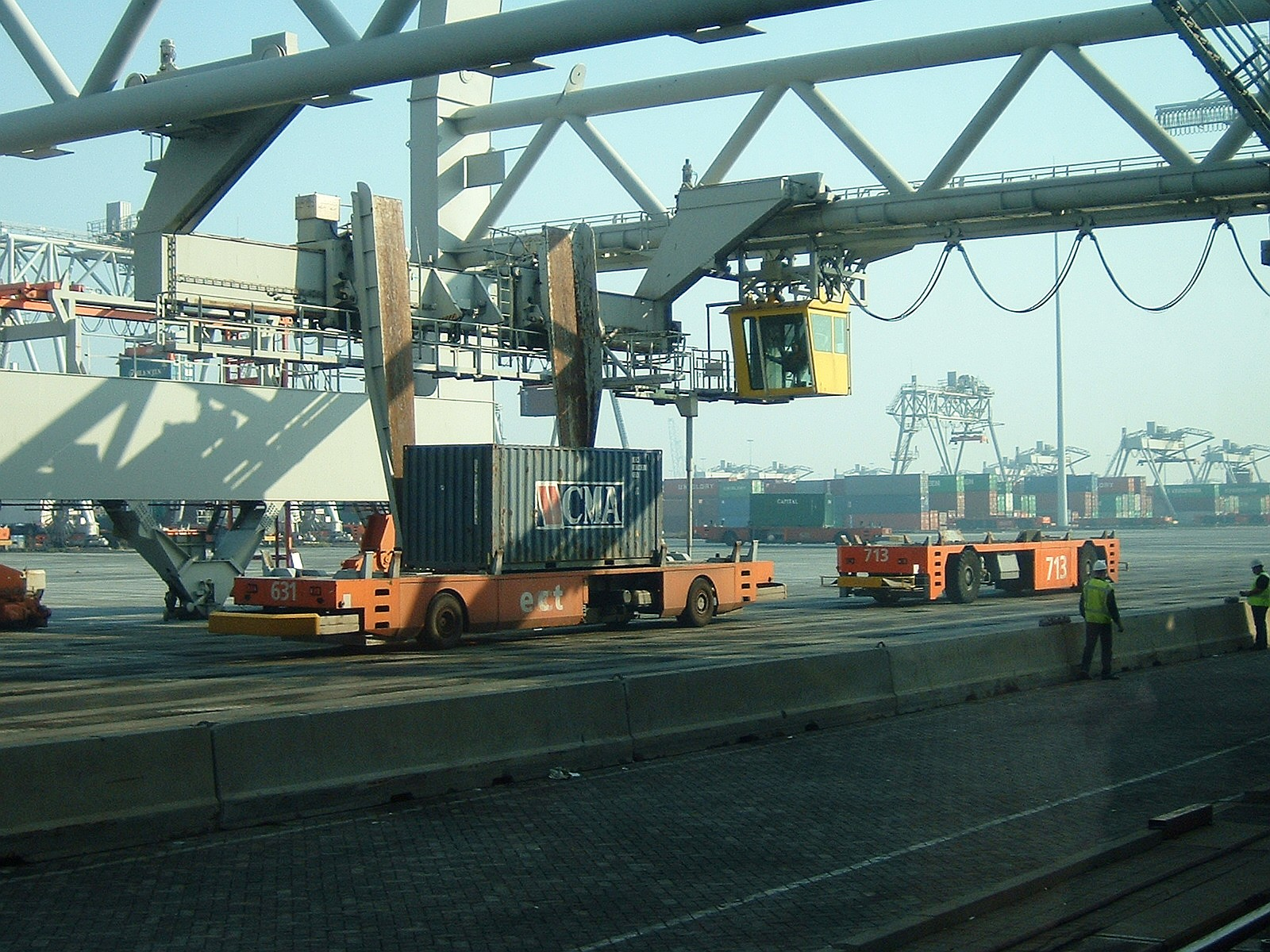
コンテナターミナルと無人搬送車

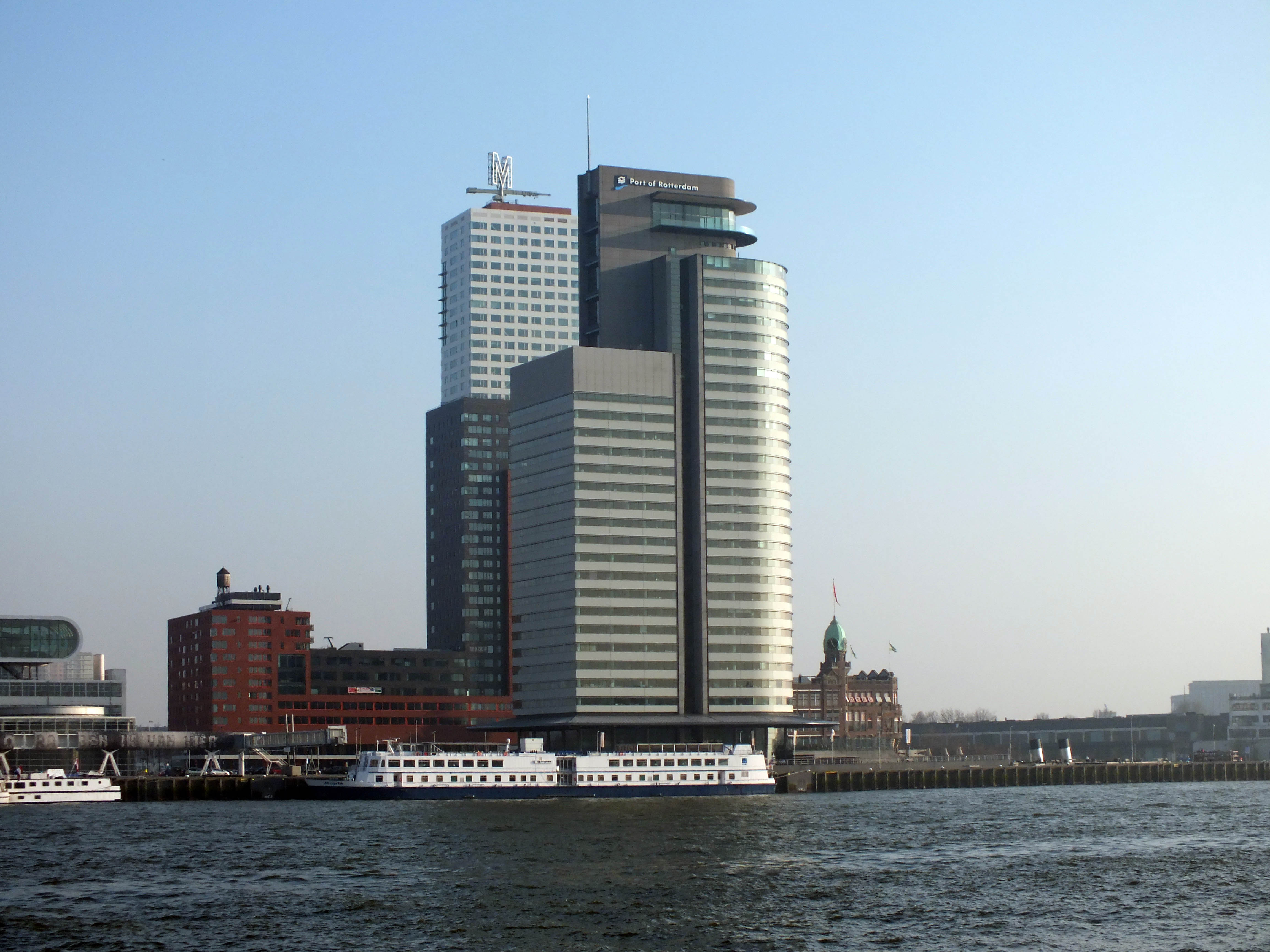
ロッテルダム港の本社（2012年）

ロッテルダムが港町として発展するきっかけとなったのは、1250年ころに作られたロッテ川をニューウェ・マース川から仕切る堤防である。海水面が上昇し塩水が内陸に浸入するようになったためこのような措置がとられた。これによりロッテ川と新マース川の間を行き来するには荷物の積み替えが必要となり、港町としてのロッテルダムの歴史が始まることになる。「ロッテルダム（Rotterdam）」とはロッテ（Rotte）川の堤防（dam）と言う意味である。その後北海におけるニシン漁の基地としてもロッテルダム港は利用されるようになった。商港としてのロッテルダム港の重要性が高まったのは15世紀以降である。1421年には洪水でドルトレヒト港が大規模な被害を受け、デルフト港は水深が浅く、船舶の大型化に対応できなかった。八十年戦争（1568 - 1648）ではアントウェルペン港やアムステルダム港が封鎖されたため、ロッテルダム港の重要性はさらに高まった。東インドなどの植民地との貿易もあり、17世紀には大規模な埠頭や造船所の開発が進み、街とともに急速な発展を遂げた。
19世紀に入るとロッテルダム港は更なる急速な発展を遂げる。ひとつは産業革命の影響により、大規模な資源、製品の運搬が必要になったためである。特にルール地方への鉄鉱石の需要が大きな影響を与えた。さらに1868年のマンハイム条約により各国の船舶が自由にライン川を航行できるようになり、ライン川河川交通の重要性が増した。これに加え、ロッテルダム港と北海を直結するニューウェ・ウァーターウェーフ（Nieuwe Waterweg）が1872年に開通し、航行時間の短縮、容量の増加が図られた。従来港は右岸のみにあったがこの時期に左岸にも拡大した。
20世紀に入ると重工業はさらに発展し、ロッテルダム港でもこれに対応し、ウァールハーフェンとメールウェハーフェンが建設された。メールウェハーフェンは石油化学工業に特化した埠頭である。第二次世界大戦中、1940年5月にはナチス・ドイツによる戦略爆撃の対象となり、ロッテルダムは壊滅的な打撃を受けたが、港湾の需要は戦後まもなく回復し、1950年代までにエーンハーフェンやボトレックが建設された。
ドイツの急速な復興もあり、ロッテルダム港の利用は増え続けた。これに対応するため、ニューウェ・ウァーターウェーフ南側に3600ヘクタールに上るユーロポートの建設が1958年に始まった。特に石油製品の需要が拡大していたため、大型タンカーの取り扱いを重視し、喫水24mの船舶が接岸可能な4つの石油専用埠頭を含む8つの埠頭が計画され、1960年代に順次使用を開始している。この結果ユーロポートは世界最大の石油化学工業の集積地となり、ドイツのルール地方やカールスルーエなどへ至る石油パイプラインの起点ともなっている。
ロッテルダム港の拡幅は留まるところを知らず、1973年には北海を埋め立てて建設されたマースフラクテの使用が始まる。1997年にはニューウェ・ウァーターウェーフの入り口にメスラントケリンク（Maeslantkering）と呼ばれる防波堤が設けられ、洪水に対する備えが強化された。また、ロッテルダム港はもともと市営であったが、2004年1月に港の管理が公社（Havenbedrijf Rotterdam N.V）に移行した。

## 姉妹港
- 神戸港（日本） : 1967年姉妹港提携
- 東京港（日本） : 1989年姉妹港提携

## 港内地区
ロッテルダム港内の各地区を上流から下流（東から西）に向かって挙げる。

### ハリングハーフェン（Haringhaven）
ロッテ川とニューウェ・マース川の旧合流点付近に位置する。ハリングとはオランダ語でニシンを意味する。埠頭番号は右岸が100番台、左岸が1000番台である。初期に建設された右岸の埠頭は小規模で、現在は使われていない埠頭も多い。港内の遊覧船はここに発着している。1960年にロッテルダムで行われた第1回フロリアード（園芸見本市）にあわせて作られた高さ185メートルの展望台、ユーロマストもここにあり、港内が一望できる。左岸にはライン埠頭（Rijnhaven）やマース埠頭（Maashaven）などがあり、家畜飼料を製造するプロビミや海運会社カルマーのターミナルなどがある。

### ウァールハーフェン（Waalhaven）
埠頭番号は右岸が200番台、左岸が2000番台で、ユニポートと呼ばれるコンテナターミナルがある。

### エームハーフェン（Eemhaven）
ウァールハーフェン左岸下流側にあり、埠頭番号は同じく2000番台。ヨーロッパ・コンテナ・ターミナルズ（ECT）のコンテナターミナルがある。

### メールウェハーフェン（Merwehaven）
ニューウェ・マース川とニューウェ・ウァーターウェーフの分岐点上流側にあり、埠頭番号は3000番台。上流から第二石油埠頭（2e Petroleumhaven）、第一石油埠頭（1e Petroleumhaven）がある。エクソンモービル、シェル石油、ネレフコなどの石油化学工業コンビナートがある。エーンハーフェンとメールウェハーフェンをあわせてペルニス (Pernis) とも呼ばれる。

### ボトレック（Botlek）
ニューウェ・マース川とニューウェ・ウァーターウェーフの分岐点下流側にあり、埠頭番号は4000番台。上流から第三石油埠頭（3e Petroleumhaven）、化学埠頭（Chemiehaven）、聖ローレン埠頭（Sint-Laurenshaven）がある。いずれも石油化学工業関連の埠頭で、世界最大のポリ塩化ビニル（PVC）製造会社である信越化学や、エッソ、ヴォパックと言ったメーカが所在する。

### ウーロポールト／ユーロポート（Europoort）

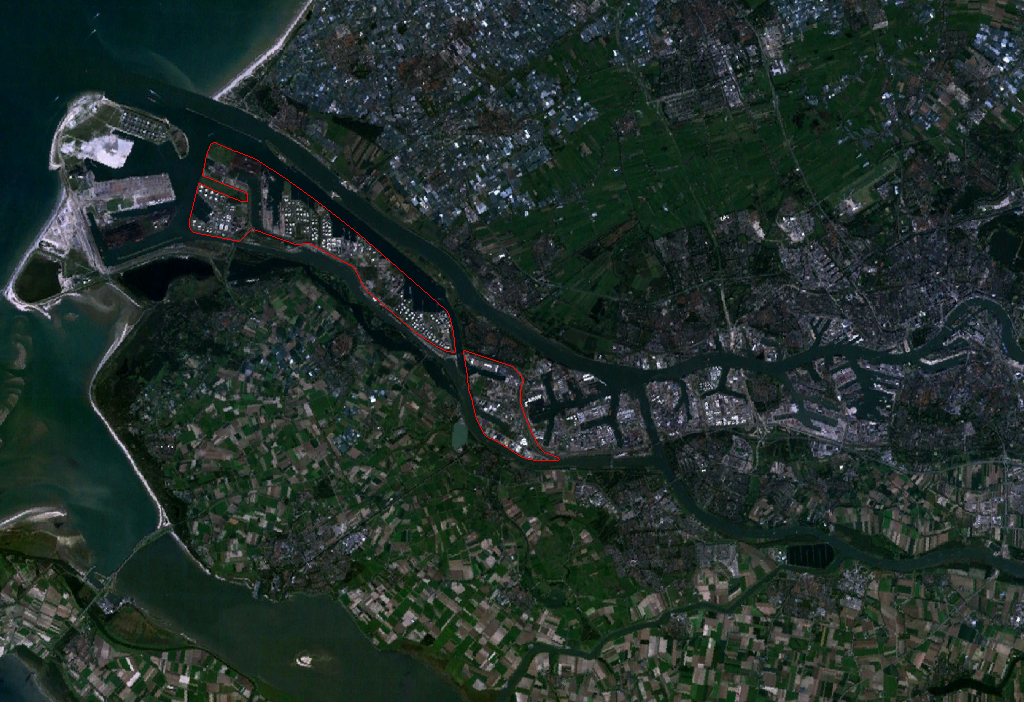
ロッテルダム港、赤枠内がユーロポート

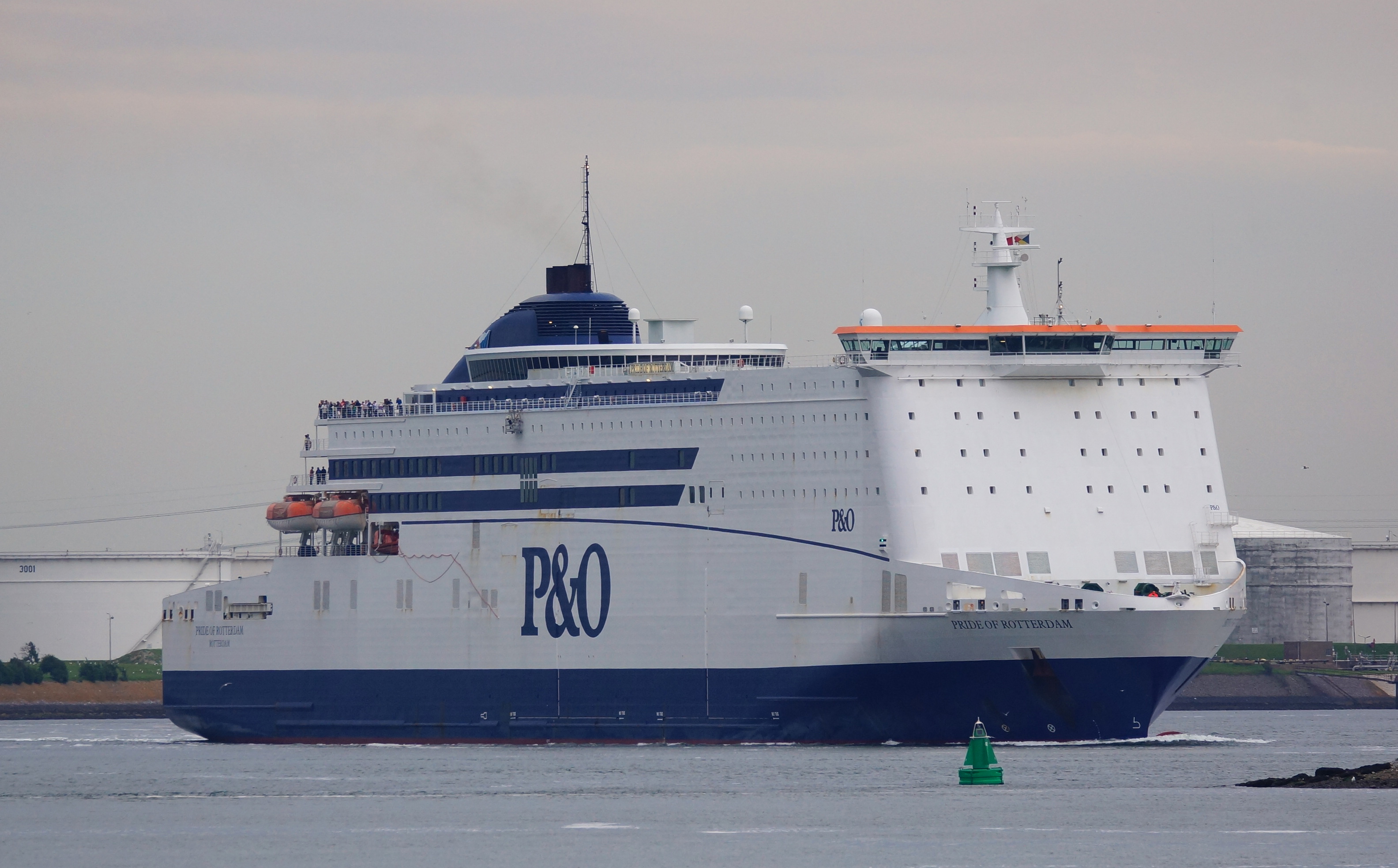
プライド・オブ・ロッテルダム（MS Pride of Rotterdam）

ニューウェ・ウァーターウェーフのすぐ南側にあるカラント運河（Calandkananl）とハルテル運河（Hartelkanaal）にはさまれたローゼンブルフ島に位置する。埠頭番号はカラント運河側が5000番台で、上流からセーヌ埠頭（Seinehaven）、ブリテン埠頭（Britaniehaven）、第七石油埠頭（7e Petroleumhaven）、第五石油埠頭（5e Petroleumhaven）、第四石油埠頭（4e Petroleumhaven）、ベネルクス埠頭（Beneluxhaven）が設けられている。ハルテル運河側の埠頭番号は6000番台で、上流からディンテル埠頭（Dintelhaven）、第六石油埠頭（6e Petroleumhaven）がある。第六石油埠頭にあるネレフコの製油所はヨーロッパ最大であり、このほかシェル石油・クウェート石油会社、ライオンデル・バセル、ヴォパック、ハンツマン・コーポレーションと言った著名な石油化学工業メーカが軒を連ねる。ルール地方への鉄鉱石運送を行うErtsoverslagbedrijf Europoort（EECV）や石炭、鉄鉱石やボーキサイトなどを扱う運送会社コーベルフレットのターミナルもここにある。
また、イギリスのP&Oフェリーズによって、ユーロポートからキングストン・アポン・ハルまで夜行フェリーが運航されており、プライド・オブ・ロッテルダム（MS Pride of Rotterdam）とプライド・オブ・ハル（MS Pride of Hull）の2隻が就航している。

### マースフラクテ（Maasvlakte）
ベール運河（Beerkanaal）を挟んでユーロポートの西側にある、北海に突き出した人工の半島に位置している。埠頭番号は8000番台で、北側から第五石油埠頭（5e Petroleumhaven）、揚子江埠頭（Yangtzehaven）、ヨーロッパ埠頭（Europahaven）、アマゾン埠頭（Amazonehaven）、ミシシッピ埠頭（Mississippihaven）、ハルテル埠頭（Hartelhaven）がある。世界最大のコンテナ貨物運送会社であるA.P. モラー・マースクやヨーロッパ・コンテナ・ターミナルズのコンテナターミナル、バイエル、ライオンデル・バセルの工場などがある。
マースフラクテのさらに西側を埋め立て、コンテナターミナルを中心とするマースフラクテ2を建設することが決定しており、2012年から2014年ころまでの完成を予定している。

## 資料
- 貨物取扱量は1965年にニューヨーク港を抜き世界一になり、2003年まで世界一の貨物取扱量を維持した。しかし、2004年に上海港とシンガポール港に抜かれ、世界第3位に転落した。
- 近年貨物取扱量は停滞しているが、これはヨーロッパの主要港湾に共通する傾向で、ロッテルダム港のヨーロッパにおける優位に代わりはない。貨物取扱量はヨーロッパで2位のアントウェルペン港の2倍以上、3位ハンブルク港の3倍以上である。
- 港湾施設での雇用者数は約5万9000人で、2000年にはオランダのGNPの1.7%にあたる61億ユーロの付加価値を生み出している。
- 総面積は10500ヘクタール、東西の長さは40キロメートル、埠頭の総延長は77キロメートル、原油タンク容積は1300万立方メートル。
- 近年の貨物取扱量の推移
  - 2000年 3億2240万トン（うち原油9770万トン）
  - 2001年 3億1470万トン（うち原油9790万トン）
  - 2002年 3億2180万トン（うち原油9600万トン）
  - 2003年 3億2780万トン（うち原油9980万トン）
- 近年の海上コンテナ取扱量の推移
  - 2000年 627万TEU（世界第5位）
  - 2001年 610万TEU（世界第6位）
  - 2002年 651万TEU（世界第7位）
  - 2003年 711万TEU（世界第8位）
  - 2004年 828万TEU（世界第7位）
- 2003年北海方面船舶の船籍別接岸回数

1. オランダ（5022回）
2. アンティグア・バーブーダ（4543回）
3. イギリス（3038回）
4. ノルウェー（1658回）
5. パナマ（1316回）

## 脚註
1. ↑  “China’s megaports strengthen grip on box trade”.   Lloyd's Loading List. 2021年2月23日閲覧。
2. ↑  P&O Ferries公式サイト（英語）